# Kładka na Wiśle w Warszawie

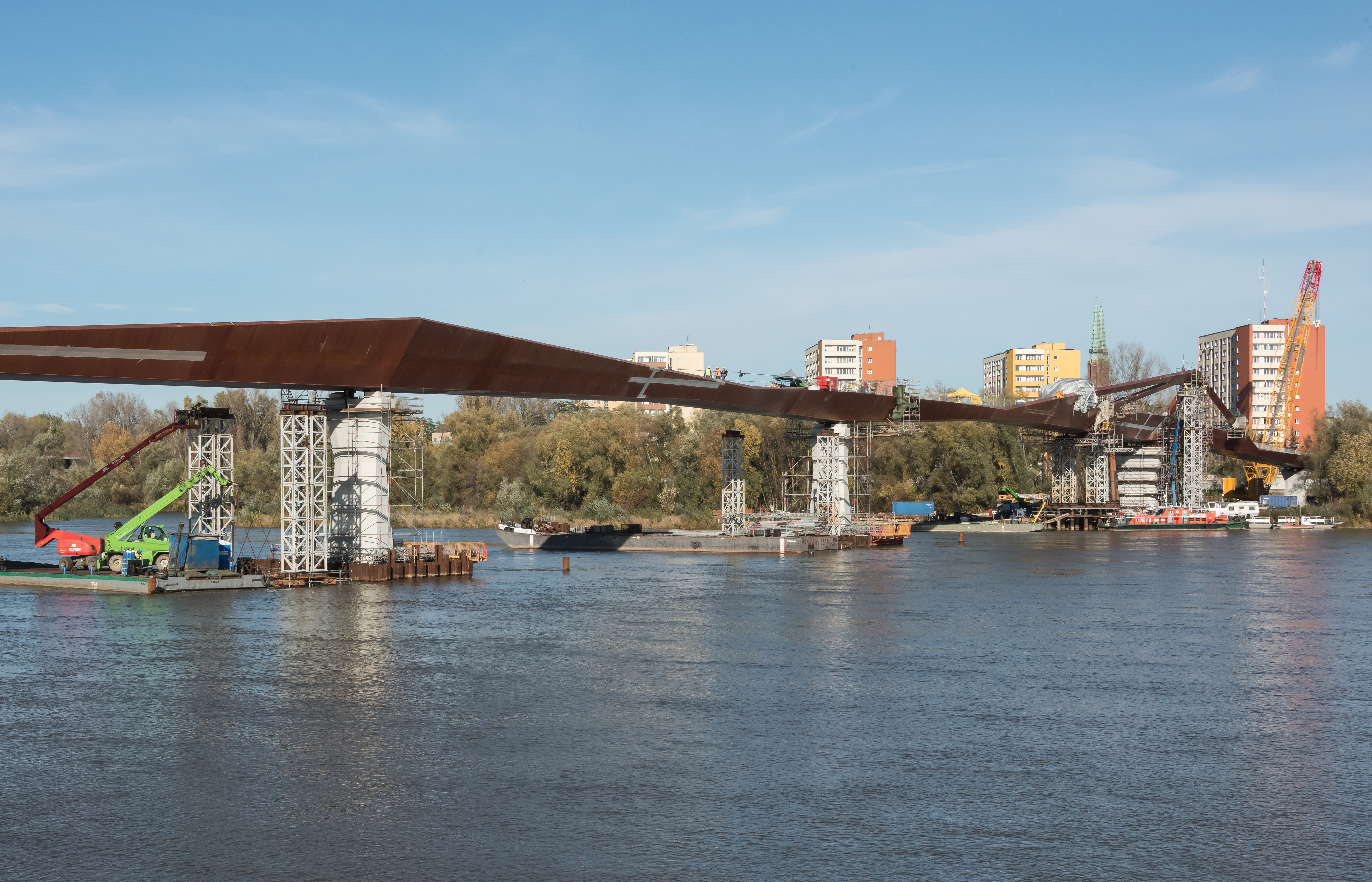
Budowa kładki, widok ze Śródmieścia w kierunku Pragi-Północ, w tle widoczne bloki osiedla Panieńska (listopad 2023)

Kładka na Wiśle w Warszawie – kładka pieszo-rowerowa na Wiśle w Warszawie, łącząca Powiśle ze Starą Pragą.

## Lokalizacja
Przy wyborze lokalizacji brano pod uwagę przede wszystkim dwie koncepcje: na wysokości ulicy Karowej lub na wysokości ulicy Ratuszowej. Ostatecznie wybór padł na pierwszą z nich. Jest to kolejna koncepcja zlokalizowania przeprawy przez Wisłę w tym miejscu − w latach 20. XX wieku podjęto decyzję o budowie 1,5-kilometrowego mostu na Wiśle w osi ul. Karowej. Wiosną 1937 rozstrzygnięto konkurs na jego projekt, który wygrała spółka Zieleniewski i Fitzner-Gamper z Krakowa. Sześcioprzęsłowy most miał wspierać się na 5 filarach i być przeznaczony dla ruchu tramwajowego, kołowego oraz pieszego. Zakładana szerokość jezdni wynosiła 17 metrów, a chodników 5 metrów. Patronem mostu miał zostać marszałek Józef Piłsudski.
W miejscu obecnej kładki pod koniec II wojny światowej, w lutym 1945, saperzy Armii Czerwonej zbudowali prowizoryczny most saperski o drewnianej konstrukcji. Posiadał on 23 przęsła o szerokości 6,5 metra i wyposażony był w chodniki dla pieszych o szerokości 1,5 metra.

## Przygotowania do budowy
Przeprawa miała połączyć ulicę Karową z ulicą Okrzei. Ma pełnić funkcję komunikacyjną i turystyczną.
Miasto zarezerwowało na ten cel środki w kwocie 30 mln zł. Kładka miała zostać zbudowana w latach 2018–2019. W sierpniu 2017, w czasie trwania konkursu na projekt kładki, dyrektor Zarządu Dróg Miejskich poinformował, że powstanie ona w ciągu 2−3 lat. Na konkurs wpłynęło 40 prac. We wrześniu 2017 ogłoszono wybór projektu wspólnego autorstwa spółek Schüßler-Plan Inżynierzy z Warszawy oraz DKFS Architects z Londynu, i zapowiedziano rozpoczęcie budowy przeprawy na 2019. Umowę na projekt kładki podpisano 2 marca 2018. W listopadzie tego samego roku wydano decyzję lokalizacyjną i zapowiedziano ogłoszenie przetargu na wykonawcę, aby budowa zakończyła się do wiosny 2021.
W marcu 2019 poinformowano o opóźnieniach w przygotowaniu projektu, zapewniono jednocześnie o podtrzymaniu ostatecznego terminu zakończenia prac na 2021. Opóźnienie uzasadniono zmianą ustawy Prawo wodne. Podobna sytuacja miała miejsce w lipcu, a o kolejnych opóźnieniach poinformowano w grudniu tego samego roku. z kolei w lipcu 2020 pojawiły się informacje na temat braku harmonogramu realizacji inwestycji oraz braku zabezpieczonych środków na budowę.
W marcu 2021 władze Warszawy zapowiedziały powrót do pomysłu budowy kładki i powierzenie nadzoru nad projektem Zarządowi Dróg Miejskich. Uruchomienie przeprawy zapowiedziano na przełom 2023 i 2024. 14 października 2021 poinformowano o wyborze wykonawcy (Budimex) i oferty za 120,988 mln zł, a 23 listopada podpisano umowę z wykonawcą.
W sierpniu 2022 ogłoszono konkurs na nazwę kładki, w którym zwyciężyła nazwa „Agrafka”. Nie ma jednak gwarancji, że ta nazwa zostanie nadana przez Radę m.st. Warszawy.
W związku z budową kładki zaplanowano także budowę przejścia dla pieszych i przejazdu rowerowego przez Wisłostradę oraz przebudowę ulicy Okrzei. Przejście dla pieszych i przejazd rowerowy przez Wisłostradę oddano do użytku w październiku 2024 roku.

## Budowa
Budowa kładki rozpoczęła się od palowania w marcu 2022. W grudniu 2022 zakończono budowę żelbetowych filarów. W kwietniu 2023 zainstalowano pierwsze przęsło (od strony praskiej). W październiku 2023 zainstalowano ostanie przęsło i kładka połączyła oba brzegi Wisły. Kładka została oddana do użytku 28 marca 2024.

## Opis
Kładka widziana z góry ma kształt błyskawicy (jest załamana w dwóch punktach). W miejscach załamań jest szersza. Na środku zlokalizowano tarasy widokowe z siedziskami. Spadek na budowli wynosi ok. 6 procent.
Kładka ma rdzawy kolor stali kortenowskiej.

## Kontrowersje
Pomysł budowy kładki jeszcze przed rozpoczęciem prac wywołał kontrowersje, głównie dotyczące kwoty potrzebnej na realizację projektu (ok. 120 mln zł). W czerwcu 2022 pojawiły się także informacje o braku studium wykonalności oraz analizy kosztów i korzyści dla inwestycji.

## Nagrody
- Nagroda Architektoniczna Prezydenta m.st. Warszawy XI edycji w kategorii Projektowanie przestrzeni publicznej 2024[35]